# Noir
Pour les articles homonymes, voir Noir (homonymie).

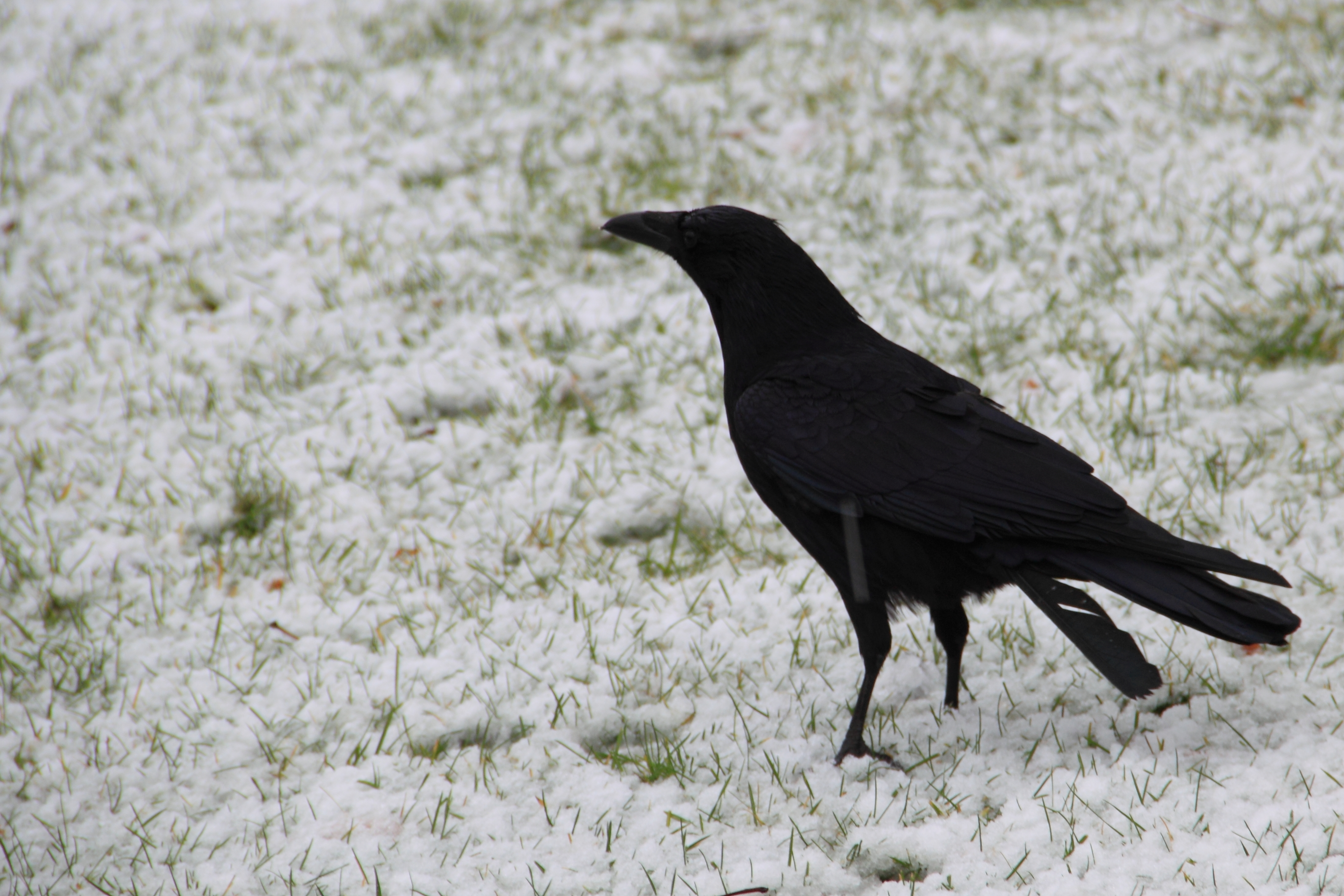
Corneille noire.

Le noir est un champ chromatique regroupant les teintes les plus obscures. Les objets noirs n'émettent ou ne reflètent qu'une part négligeable du spectre de la lumière visible. Le noir s'oppose ainsi à toutes les couleurs, mais surtout au blanc, la plus claire de toutes les couleurs. Certains auteurs, qui prennent le mot « couleur » dans un sens restreint, estiment que le noir n'est pas une couleur.
La culture occidentale associe principalement le noir au renoncement, involontaire dans le deuil ou volontaire dans la sobriété.

## Définition
La couleur noire n'est pas l'obscurité totale. Quand l'éclairement lumineux est inférieur à 0,01 lux, l'être humain ne distingue pas les couleurs. On parle de vision scotopique. Quand la luminance d'un objet est moindre de 1 µcd m−2, on ne perçoit rien du tout (SC, p. 26). Cependant, cette absence de perception n'est pas du noir ;  l'eigengrau représente, en quelque sorte, le bruit de fond de la perception visuelle.
Le noir absolu peut plutôt se définir comme une luminosité si faible, par rapport au reste du champ visuel, qu'on ne peut y distinguer aucun détail.
Cette définition a l'avantage de rester valable dans les domaines de la vision mésopique (jusqu'à une centaine de lux) ou de la vision photopique (au-delà), où on discerne des couleurs. On décrit comme noire une surface qui réfléchit dans la direction de l'observateur moins de 0,3 % de la lumière incidente (PRV3).
On décrit comme noires des obscurités où on ne peut pas distinguer de détails, mais où on peut discerner une faible tendance vers une autre couleur. C'est ainsi qu'on connaît des nuances de noir bleuté, violacé ou autre. Le « noir » se trouve ainsi être, en même temps qu'une couleur, un champ chromatique.
La norme AFNOR X-08-010 « Classification méthodique générale des couleurs » (annulée le 30 août 2014) proposait des limites de luminosité pour les tons neutres, L*=20 % (CIE L*a*b*), soit 3 % de la plus forte luminance. Lorsque le noir a une tendance, la limite s'abaisse sensiblement, dans une proportion d'autant plus grande que la coloration est forte, variant selon la dominante (SC, p. 248sq).
Dans la synthèse additive (superposition de faisceaux lumineux), le noir est une absence de couleur. Un noir parfait exigerait qu'il n'y ait aucune fuite ni lumière parasite dans le système. En pratique, les dispositifs ont chacun une nuance de noir qui dépend de leurs caractéristiques techniques, et détermine leur contraste, c'est-à-dire le rapport entre le niveau de la plus forte lumière possible, et celui de la plus faible.
Dans la synthèse soustractive, les noirs peuvent s'obtenir soit par un pigment absorbant toutes les lumières visibles, soit par un mélange de pigments absorbant chacun une plage de longueurs d'onde, combinés de manière à toutes les absorber.
On oppose le noir au blanc ; par définition, ce sont la moins lumineuse et la plus lumineuse des couleurs. Elles ont en commun de ne pas avoir de longueur d'onde monochromatique dominante. Lorsqu'on combine les trois couleurs primaires en proportions adéquates et constantes dans la synthèse additive, on va du noir au blanc en passant par toutes les nuances de gris.

## Esthétique
Le noir utilise, dans les beaux-arts, les associations symboliques ordinaires de cette couleur. La peinture a, particulièrement à certaines époques, a apprécié la qualité d'un beau noir, couleur profonde, sans tendance ou reflet coloré. Que le noir serve comme fond pour un portrait, ou comme contour comme dans le cloisonnisme, il rehausse par contraste les autres couleurs.
Le marbre noir est peu utilisé en sculpture. Il met en évidence les silhouettes, mais rend la perception du volume difficile.

### «Le noir n'est pas une couleur»
« Le noir n'est pas une couleur », ont affirmé bon nombre d'auteurs. Cette opinion, ou cette appréciation, selon le cas, est devenue en France doctrine de l'éducation primaire. Elle se base sur l'ambiguïté de la définition de la couleur, difficulté qui a alimenté un vaste champ de recherches philosophiques. La couleur est une qualité d'un objet ou d'une lumière qui le distingue d'un autre, même si tous ses autres caractères sont identiques. On dit d'un objet qu'il est coloré quand cette qualité s'éloigne de la grisaille ; mais bien souvent, est « coloré » tout ce qui n'est pas blanc ou transparent.
Du point de vue d'un teinturier, l'absence de couleur, c'est l'écru, le grège du matériau brut ; le noir est une couleur, et même une couleur difficile à obtenir. C'est ce que rappellent d'anciens théoriciens de la couleur, comme le père Castel. L’Optique de Newton, reliant la couleur à la lumière, semblait s'opposer à cette constatation pratique. Si la couleur procède de la lumière, le noir, qui est absence de lumière, ne pouvait être de la couleur. En 1913, un auteur résume ce qu'ont écrit des dizaines d'autres depuis le début du XVIIIe siècle, « Physiquement et physiologiquement, le noir n'est pas une couleur mais comme pour le produire, il faut de la matière, il est considéré comme couleur dans le langage d'atelier ».
Pour éviter les quiproquos, les études modernes sur la couleur distinguent la couleur, au sens large, qualité de la lumière ou d'une surface, de la chromaticité, une grandeur descriptive de la couleur. Une couleur vive a une chromaticité élevée ; une couleur pâle ou terne, une chromaticité faible. La chromaticité ne dépend pas, comme la couleur, de la luminosité. Elle se décompose entre une teinte dominante qu'on peut situer par une longueur d'onde de rayonnement et une pureté qui est la proportion de cette teinte et de blanc nécessaire pour obtenir une teinte identique à celle de l'échantillon. Avec cette distinction, les noirs, gris et blancs sont des couleurs dont la chromaticité est faible ou nulle.
Ceux qui s'occupent de symbolique des couleurs traitent du noir comme d'une couleur, en même temps que comme l'opposé ou la négation des deux couleurs majeures, le blanc et le rouge.
Le point de vue de l'artiste-peintre est plus proche de l'esthétique, même quand il interprète des travaux scientifiques, comme les néo-impressionnistes, très opposés au noir. Il faudrait distinguer ce qui, dans leurs propos, désigne la couleur noire, telle que vue par le spectateur, et la peinture noire que vend le marchand de couleurs, qu'utilise, ou pas, le peintre. Celui-ci ne manque pas de constater les mauvais résultats obtenus en peignant les ombres avec du noir, et de reprendre une opinion attribuée à Léonard de Vinci : « le noir n'est pas une couleur ». De fait, on peut peindre en se dispensant entièrement de pigments noirs, même pour obtenir des fonds obscurs où on ne distingue aucune dominante colorée, ce qu'on appelle « un beau noir », c'est-à-dire qui réalise avec perfection l'« absence de couleur, définition issue de la théorie de la synthèse des couleurs ». Françoise Gilot attribuait à Renoir la proscription du noir de la palette des Impressionnistes ; celui-ci renvoyait cette idée à Pissarro et répondit à Vollard « Le noir, une non-couleur ? Où avez-vous encore pris cela ? Le noir, mais c'est la reine des couleurs ! ». Matisse, lui aussi, déclarait fermement « le noir est une couleur ».

### Abstraction
Les peintres abstraits Pierre Soulages, André Marfaing, Frédéric Halbreich, ont développé une esthétique du noir[réf. souhaitée].

## Symbolique
Le champ chromatique noir existe dans toutes les cultures, avec une aire plus ou moins grande, selon qu'y existent les champs bleu, vert, gris, et autres qui le touchent.
Il faut faire la différence, tant en matière symbolique qu'à propos de perception, entre le noir, qui s'oppose à toutes les autres couleurs présentes dans une scène, et l'obscurité, qui s'oppose à la lumière. Il en va de même dans le domaine des métaphores. Un roman noir n'est pas souvent obscur : son style est presque toujours clair.
Il convient aussi de distinguer un signe, dont le sens est parfaitement clair, d'un symbole, qui ne peut pas être entièrement explicité.

### En Occident moderne
Dans la symbolique occidentale, le noir est associé à la privation et au renoncement. Sous l'Ancien Régime, l'aristocratie s'habillait avec ostentation, en couleurs, avec bijoux et décorations, tandis que la bourgeoisie et les hommes d'Église, jusqu'au rang d'évêque étaient astreints à des tenues humbles, noires ou peu colorées. Les vêtements noirs indiquent le deuil. Les révoltés qui renoncent au lien social et à ses conventions arborent le drapeau noir : pirates, anarchistes.
Dans l'art, le noir évoque les sentiments de tristesse (les idées noires). Il est devenu une catégorie esthétique ; le roman noir, le film noir, désignent un genre « fondé sur des situations terribles et sans issue » comme le tragique et le picaresque desquels il se différencie par son caractère réaliste et sordide, et le pessimisme de ses personnages.
Dans l'obscurité, on ne voit pas ; le noir figure par métaphore, l'inconnu, le caché, l'occulte : magie noire, marché noir.
Au XIXe et XXe siècles, en Occident, les hommes de pouvoir s'habillent en noir. La tenue de soirée masculine est noire. Les femmes continuent à se vêtir en couleurs. La tenue noire, qui s'étend à la couleur des véhicules, a ainsi gagné des connotations liées au pouvoir, et notamment au pouvoir caché[réf. souhaitée].
Le noir a eu dans l'Antiquité et a encore dans d'autres régions des associations symboliques différentes de celles connues dans l'Occident moderne.

### Dans le monde
Le domaine arabo-musulman privilégie trois couleurs, le blanc, le vert et le prestigieux noir. Le mot aswadû qui désigne la couleur noire est aussi le superlatif de « illustre, puissant ». Les yeux, les cheveux noirs distinguent la grande beauté. Le noir se rapporte, par l'encre, à la connaissance. Un turban noir indique que celui qui le porte descend du Prophète fondateur de l'Islam.

### Dans l'Antiquité
Dans l’Égypte antique, le noir avait une symbolique positive. En effet dans la langue des pharaons, le verbe « kem », qui est tiré du mot « noir », veut dire « mener à bien, s’élever à, accomplir, payer, compléter, servir à » mais aussi « être noir ». Le mot « kem » veut dire aussi : « complet, parfait, obligation, devoir »,.
La Chine antique associe la couleur noire au principe de l'eau (dans son ensemble des Wuxing), ce qui la relie à la sagesse, au nord, à l'hiver, au salé, et au rein.

### Opposition noir et blanc
Dans les jeux de société de plateau qui opposent deux adversaires, comme les dames, les échecs, le jeu de go, les noirs et les blancs désignent conventionnellement les pièces de chacun des joueurs, sans que ces pièces soient exactement noires ou blanche ; il suffit que leur contraste soit suffisant pour permettre l'opposition. L'expression « noir sur blanc » indique par synecdoque qu'un propos est écrit, et par métaphore qu'il est stable et explicite.
On retrouve cette opposition peu reliée à une couleur effective dans les classifications raciales et plus généralement dans les symboliques manichéennes.

## Pigments et colorants
Les noirs ont été les premiers pigments préparés par l'homme : à partir de bois carbonisé (noir de charbon) puis par combustion (noir de fumée).
Mélangé à un liant aqueux, les noirs de carbone et de fumée ont servi à fabriquer les premières encres d'écriture.
Pline l'Ancien parle d'atramentum à propos des noirs de carbone. Il explique comment obtenir différents noirs :

« On fabrique le noir de plusieurs façons, avec la fumée que donne la combustion de la résine ou de la poix ; aussi a-t-on construit pour cela des laboratoires qui ne laissent pas cette fumée s'échapper. Le noir le plus estimé se fait de cette façon, avec le pinus teda ; on le falsifie avec le noir de fumée des fourneaux et des bains, et c'est de celui-là dont on se sert pour écrire les livres. Il en est qui calcinent la lie de vin dessechée ; et ils assurent que si la lie est d'un bon vin, le noir ainsi obtenu ressemble au noir indien. Polygnote et Micon, les célèbres peintres d'Athènes, en ont préparé avec du marc de raisin, qu'on appelle « tryginon » en grec (de trux = lie). Apelle a imaginé d'en préparer avec l'ivoire brûlé, et lui a donné le nom d'eléphantinum. On apporte aussi de l'Inde le « noir indien » dont jusqu'à présent la composition m'est inconnue. Les teinturiers en font avec une efflorescence noire qui s'attache aux chaudières de cuivre. On l'obtient encore en brûlant le bois du pinus teda, et en triturant les charbons dans un mortier. Les seiches, par une propriété merveilleuse, ont un noir, mais on ne s'en sert pas. La préparation de tout noir se complète au soleil : du noir à écrire, par l'addition de la gomme ; du noir à enduit par l'addition de la colle. »

La couleur noire étant la plus consommée par l'homme pour l'écriture (encre de Chine), l'imprimerie, les photocopieuses, les imprimantes, la peinture, c'est probablement aussi la couleur pour laquelle il existe le plus grand nombre de procédés de production.
Les pigments noirs sont d'origines diverses. Chacun a une tendance plus ou moins prononcée (vers le bleu, le rouge, le vert, etc.), qui se manifeste quand ils sont dilués.
En peinture, rabattre un ton, c'est lui ajouter un peu de noir.

### Pigments naturels
- Noir de campêche ou hématoxyline (NBk3) : un colorant végétal ou pigment laqué, extrait du bois de cœur de campêche (Haematoxylum campechianum).
- Bitume ou gilsonite (NBk6) : un noir brun et chaud tiré d'un hydrocarbure. La migration du bitume dans l'huile liant de la peinture à l'huile pose des problèmes.
- Ardoise PBk18. Les pigments d'ardoise broyée sont surtout utilisés en sous-couche de peinture anticorrosion et en extérieurs (PRV1, p. 99).

### Pigments minéraux de synthèse
- Noir de fumée (carbone) (PBk6) : le noir le plus noir, opaque et légèrement brunâtre, extrait de la suie produite par la combustion incomplète de composés organiques.
- Noir de carbone ou Noir de lampe ou Noir d'acétylène (PBk7) : un noir dense et légèrement brunâtre, obtenu en collectant la suie issue d'un bec de gaz, d'une lampe à huile, d'une bougie, qui s'est déposée sur une surface froide.
- Noir de charbon (PBk8) : obtenu par carbonisation de bois ou noyaux. Comprend : Noir de vigne, Noir de pêche, Noir de fusain, Noir de sarment, Noir de liège, Noir de hêtre. Il produit des noirs légèrement brunâtres, moins denses que les noirs de fumée.
- Graphite (PBk10) : un carbone cristallin pur de teinte gris foncé, utilisé dans les mines de crayon  (PRV1, p. 356).
- Oxyde de fer noir ou Noir de Mars (PBk11) : équivalent synthétique de la magnétite, il produit des noirs fins, neutres et denses, plus intenses que les noirs de charbon.
- Noir spinelle (PBk28) : mélange d'oxydes métalliques (cuivre, chrome, manganèse)

### Pigment synthétique d'origine animale
- Noir d'ivoire ou noir d'os (PBk9) : obtenu par calcination d'os durs (ivoire, bois de cerf, de rhinocéros). Aussi connu sous les noms de : Noir de velours, Elephantinum, Noir animal. Un noir brunâtre, plus chaud que les noirs de carbone et très docile en mélanges car peu colorant.

### Pigments organiques de synthèse
- Noir d'aniline (PBk1) : par oxydation d'un sel d'aniline, a été utilisé pour les encres d'imprimerie, sert pour les peintures d'instruments d'optique ou les laques noir profond des instruments de musique (PRV1, p. 201).
- Noir de pérylène (Pbk31) : un noir verdâtre.

### Supernoirs
Les noirs les plus profonds sont obtenus par des traitements de surface à très petite échelle, qui assurent une absorption maximale de la lumière incidente par la multiplication des réflexions dans les couches superficielles des objets.
- Les taches noires de l'abdomen des mâles des araignées-paons Maratus speciosus et Maratus karrie absorbent plus de 99,5 % de la lumière visible. Ce supernoir est dû à la présence d'un réseau de bosses microscopiques en forme de lentilles, dont les couches sous-jacentes contiennent des pigments[26],[27].
- Le super black (en), développé par le National Physical Laboratory britannique, est obtenu par attaque acide d'un alliage de nickel et de phosphore. Il a une absorbance d'au moins 99,5 %.
- Certaines parties du plumage du Paradisier de Wahnes (Parotia wahnesi) mâle ont un coefficient d'absorption de la lumière visible compris entre 99,69 et 99,95 %, grâce aux picots micrométriques des barbules de ses plumes[28].
- Le Vantablack, mis au point en 2012 par Surrey Nanosystems (en), est fait de nanotubes de carbone agencés verticalement et serrés les uns contre les autres comme les arbres d'une forêt. Déposé à la surface d'un objet, il lui confère la couleur noire la plus profonde jamais réalisée, avec un coefficient d'absorption de 99,965 %[29]. Des équipes rivales développent des matériaux analogues.

## Usages
- Les panneaux solaires thermiques et de nombreux dispositifs assimilés (moquette solaire...) sont noirs sous une plaque de verre car les pigments noirs absorbent fortement l'infrarouge, et quand ils sont peu réflexifs (surface hyper-mate) une grande partie du spectre lumineux.
- Le constructeur de voitures Henry Ford est célèbre pour avoir dit de son Modèle T, première voiture construite en masse pour être vendue à un prix accessible, vers 1920 : « vous pouvez choisir la couleur que vous souhaitez à condition que ce soit le noir[30] ». Pour réduire les coûts en s'affranchissant de la nécessité d'avoir plusieurs bains de peinture, une seule teinte devait être choisie, et le constructeur estima que le noir était la plus convenable.
- La couleur noire la plus lisible sur toute surface claire, c'est pourquoi elle sert pour l'écriture, et pour l'imprimerie, y compris imprimantes monochromes et pour les photocopieurs. C'est la couleur principale des documents administratifs, des annonces légales, des affichages légaux. L'impression noire sur papier blanc est réservée en France aux affichages officiels de l'État et de l'administration.
- Par métonymie, le « cinéma noir » désigne un genre cinématographique indépendant, né aux États-Unis, où les acteurs sont majoritairement noirs.
- Vêtements noirs et maquillage noir sont les signes distinctifs du mouvement gothique.
- On entend par « viande noire » la chair des chevreuils, daims, sangliers, cerfs et ours (On a aussi la viande rouge et la viande blanche).
- Une série noire est une succession de malheurs ; jouant avec ce sens, Gallimard en a fait le nom d'une collection de romans policiers et de romans noirs.

### Codes de couleurs
- Dans le code de couleurs des résistances électriques et des condensateurs, la couleur noire correspond au chiffre 0, au multiplicateur ×1 et à un coefficient de température de 200 ppm. Dans la norme CEI 60757, on le nomme BK (abréviation de black) ;
- Ceinture noire : grade du judo et du karaté, correspondant au 1er dan (10e niveau) et suivants. Elle suit la ceinture marron ;
- Le ski : en Europe, les pistes les plus difficiles sont représentées par des flèches noires.

## Galerie

### Dans la nature

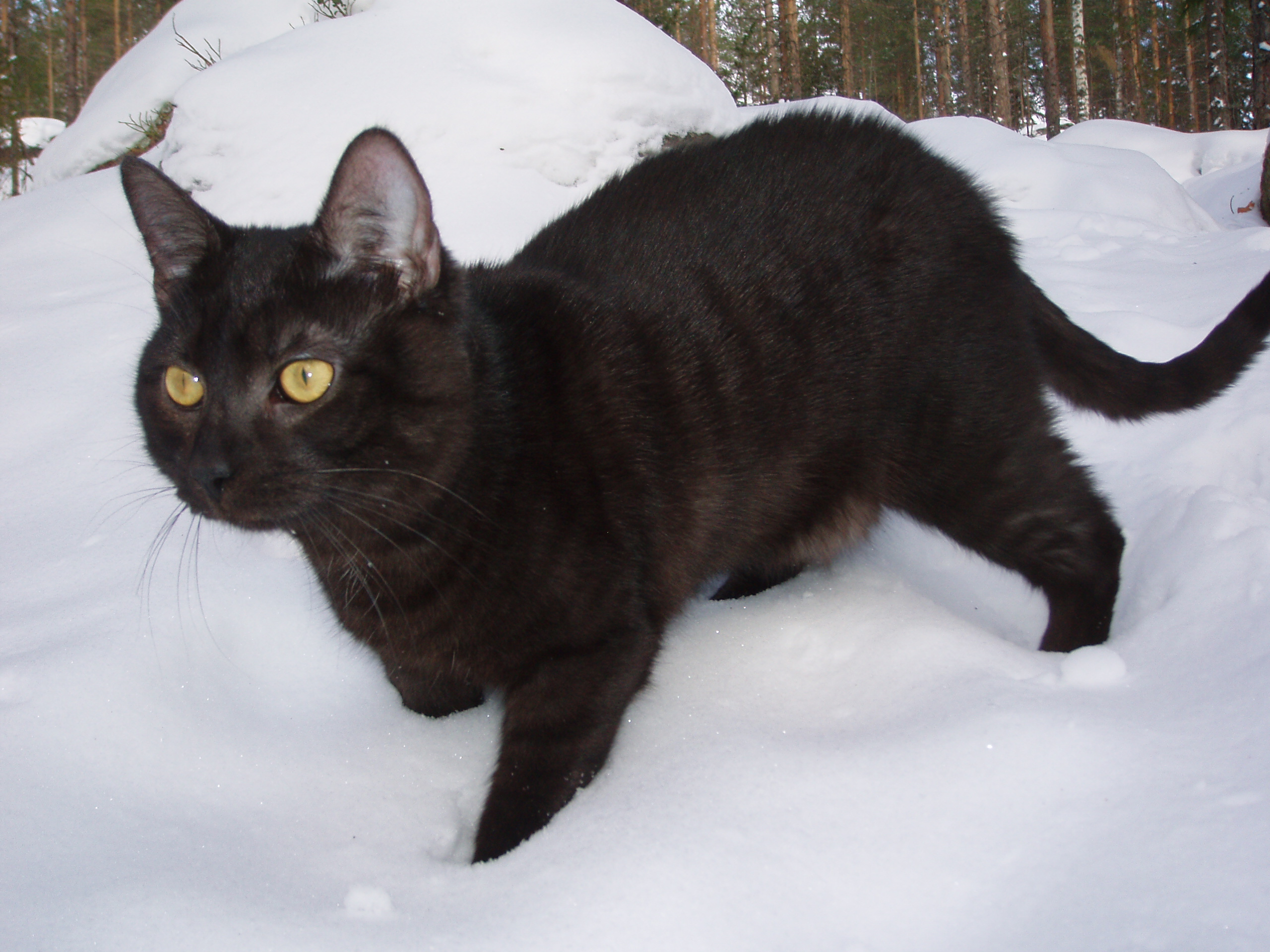
Chat noir
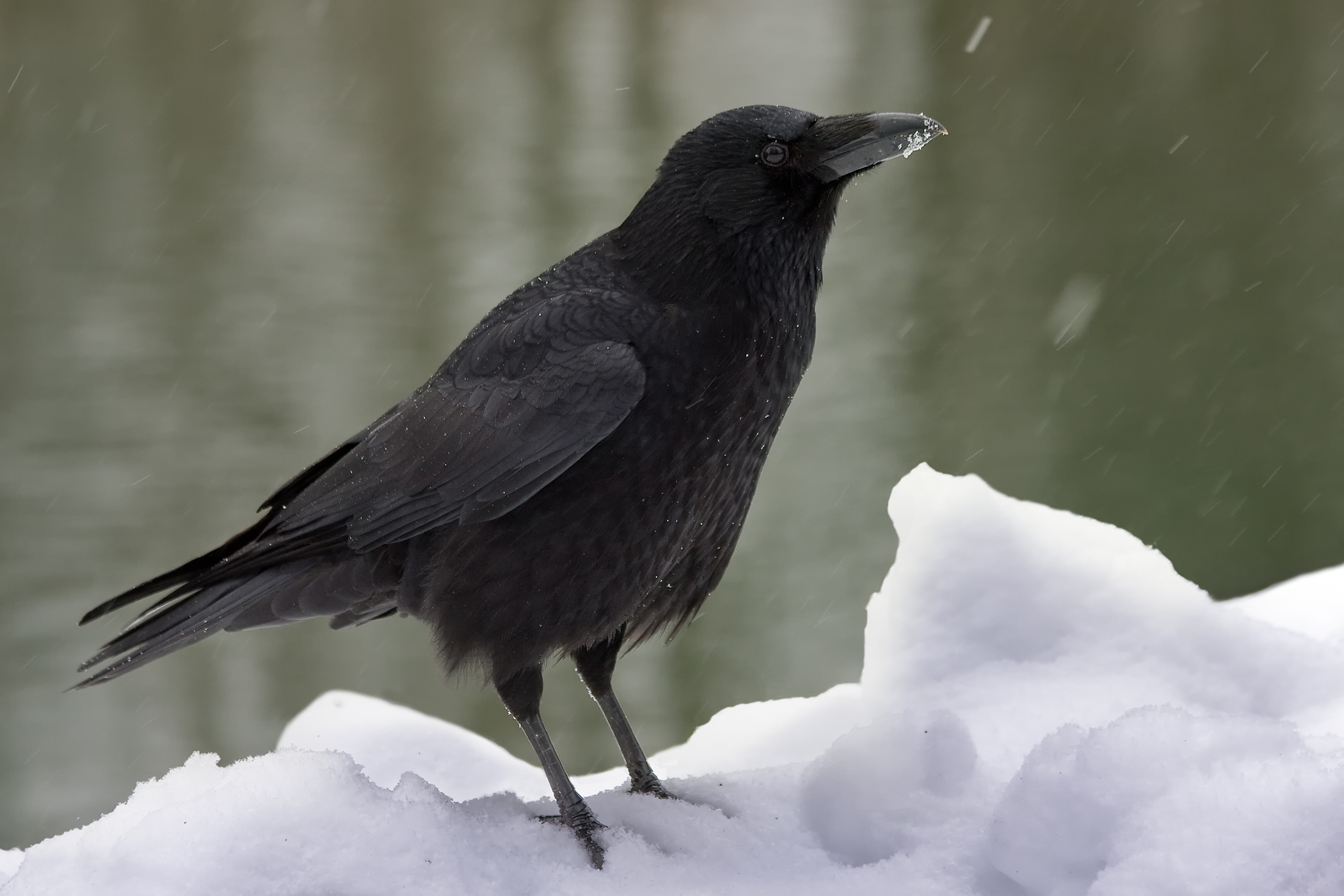
corbeau (Corvus corax)
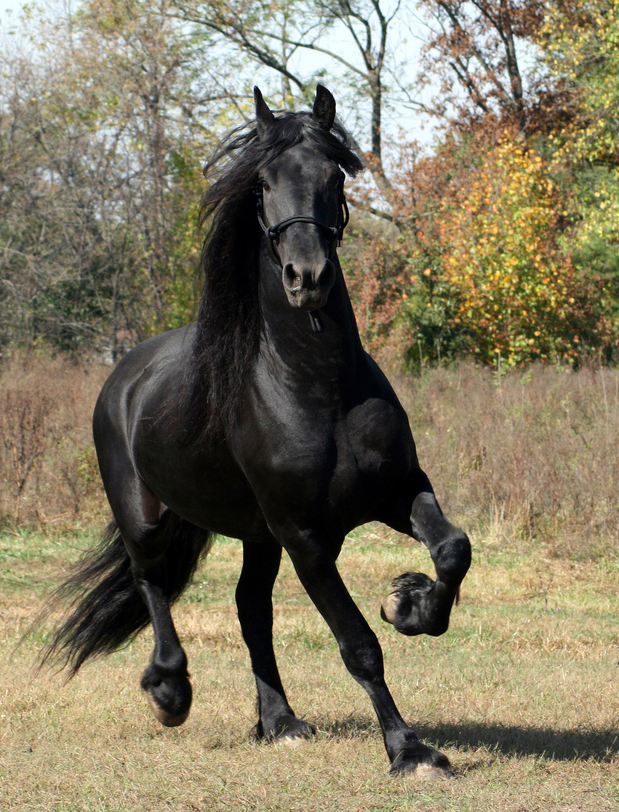
Cheval noir
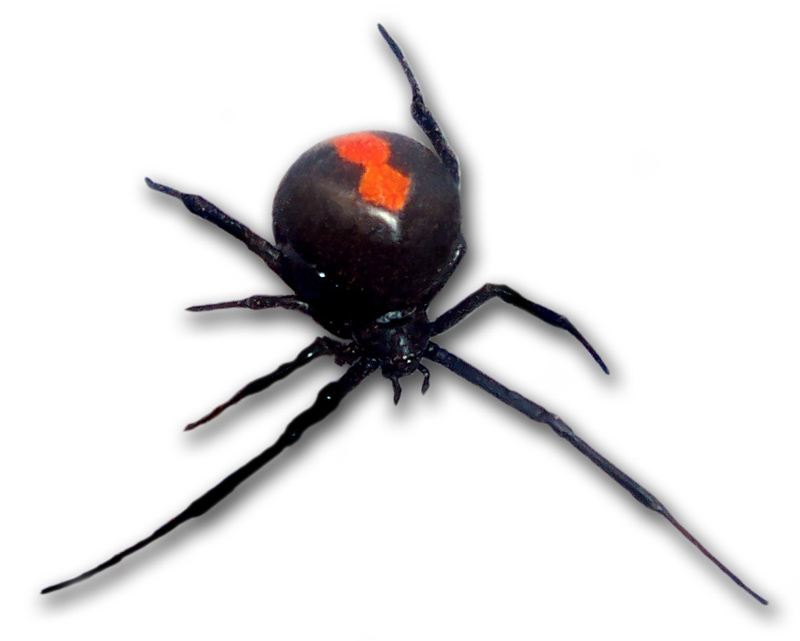
Veuve noire à dos rouge (Latrodectus hasselti)
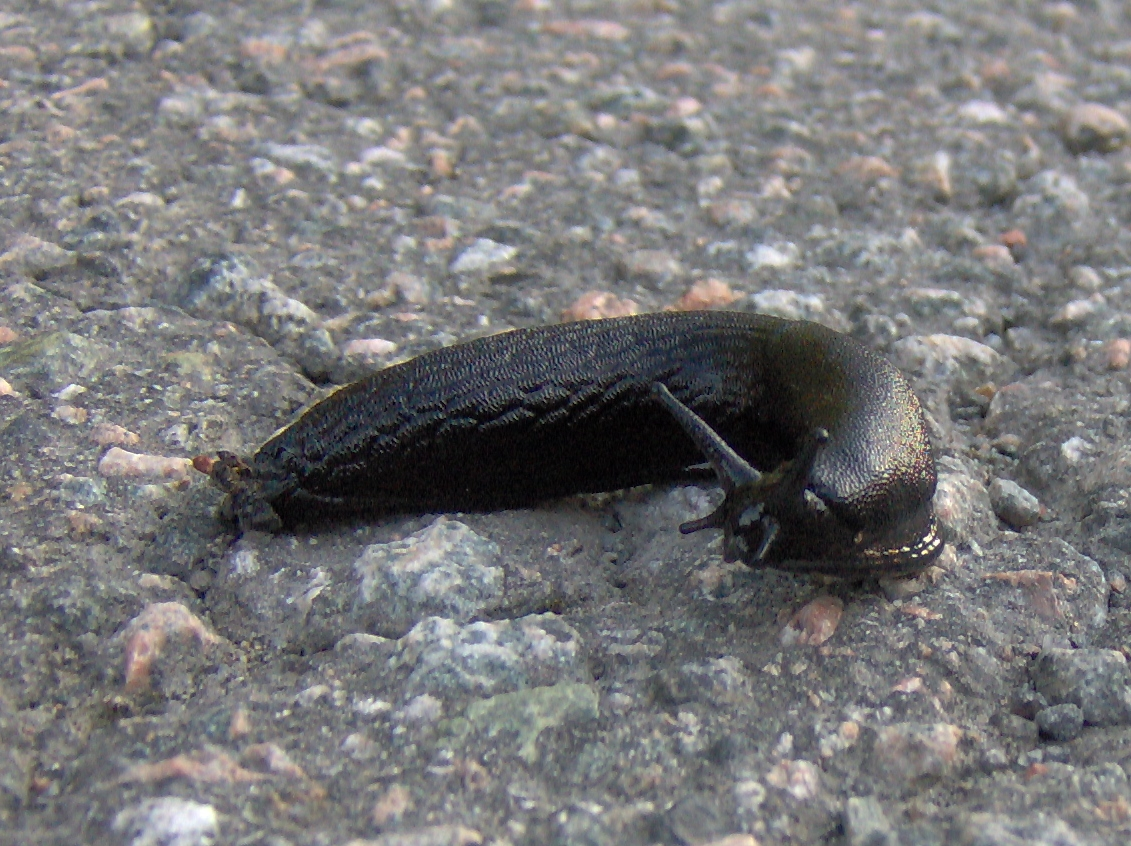
Limace noire
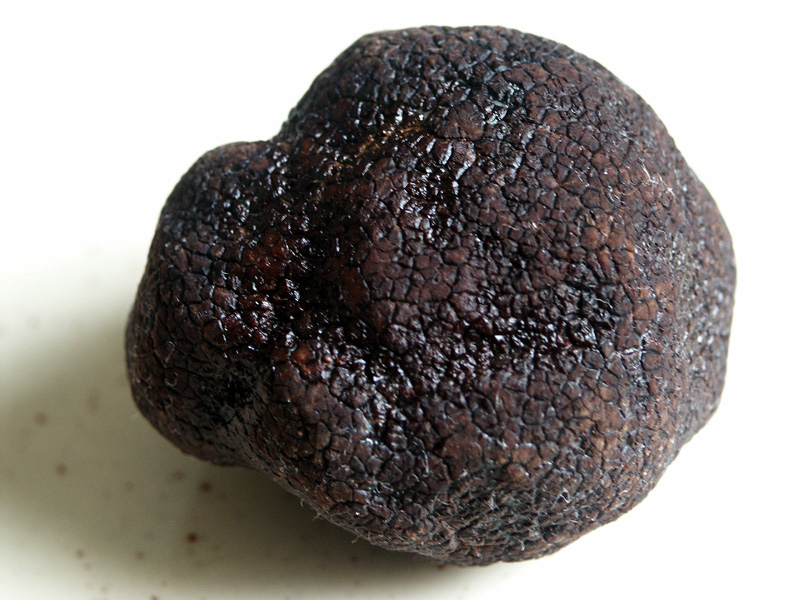
Truffe noire du Périgord
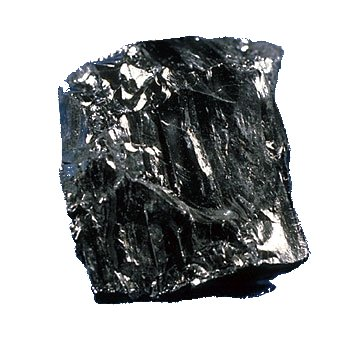
Anthracite
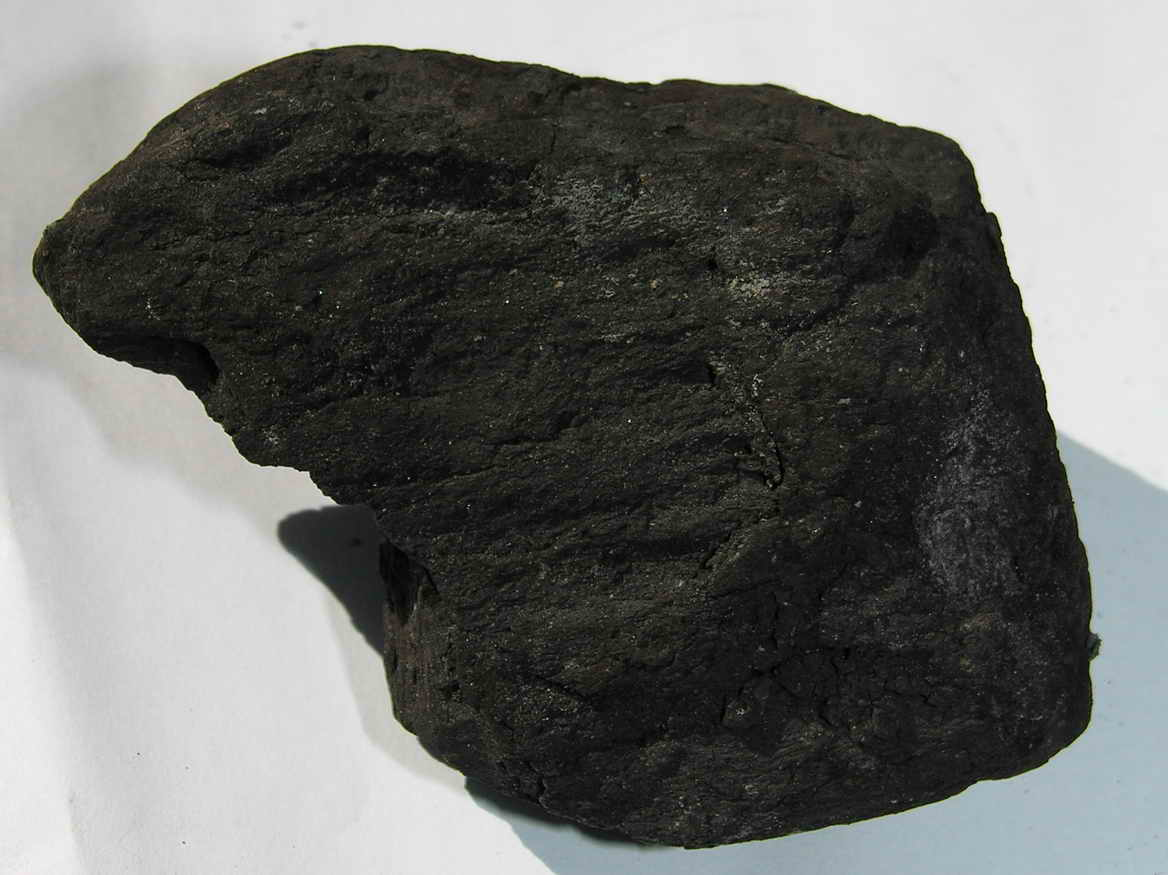
Charbon
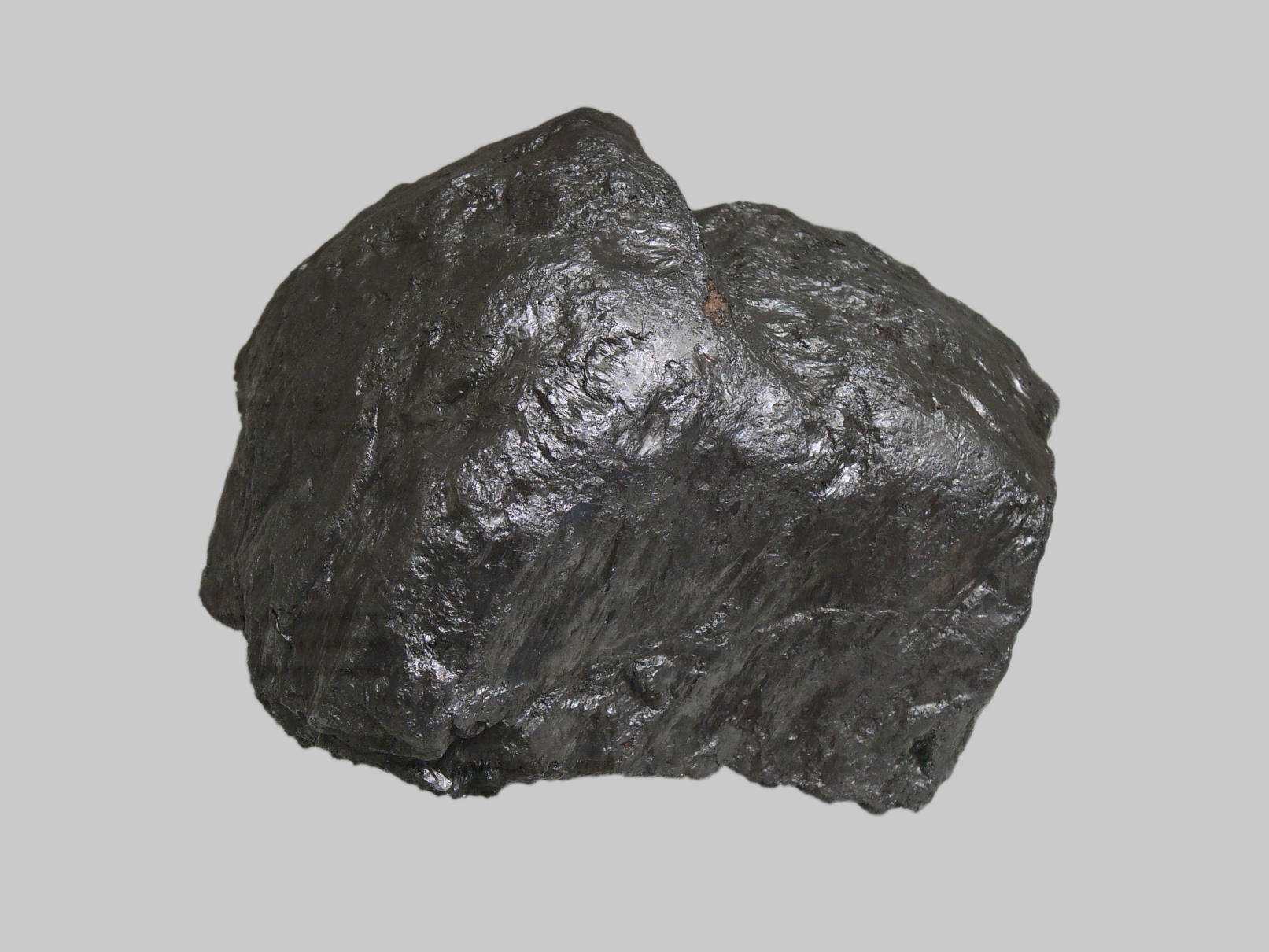
Graphite

### Objets fabriqués

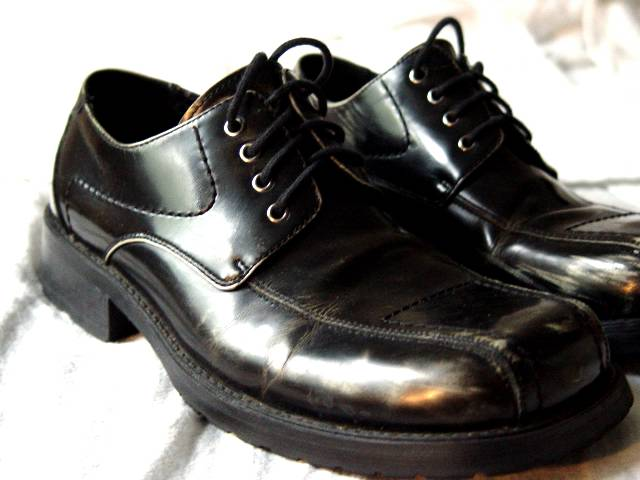
Le noir est une couleur standard pour les chaussures d'homme
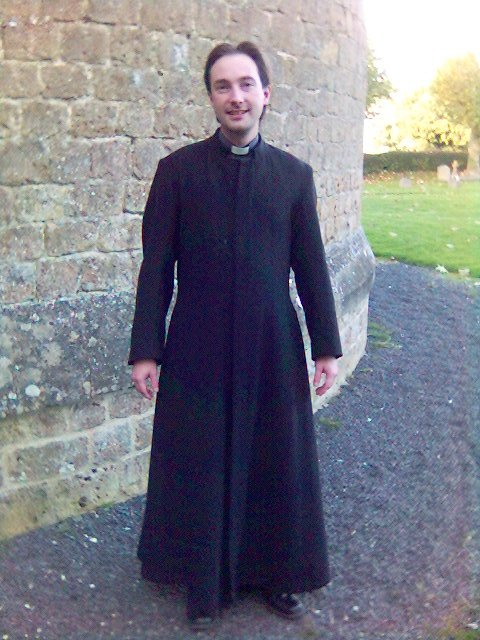
Soutane portée par un prêtre anglican
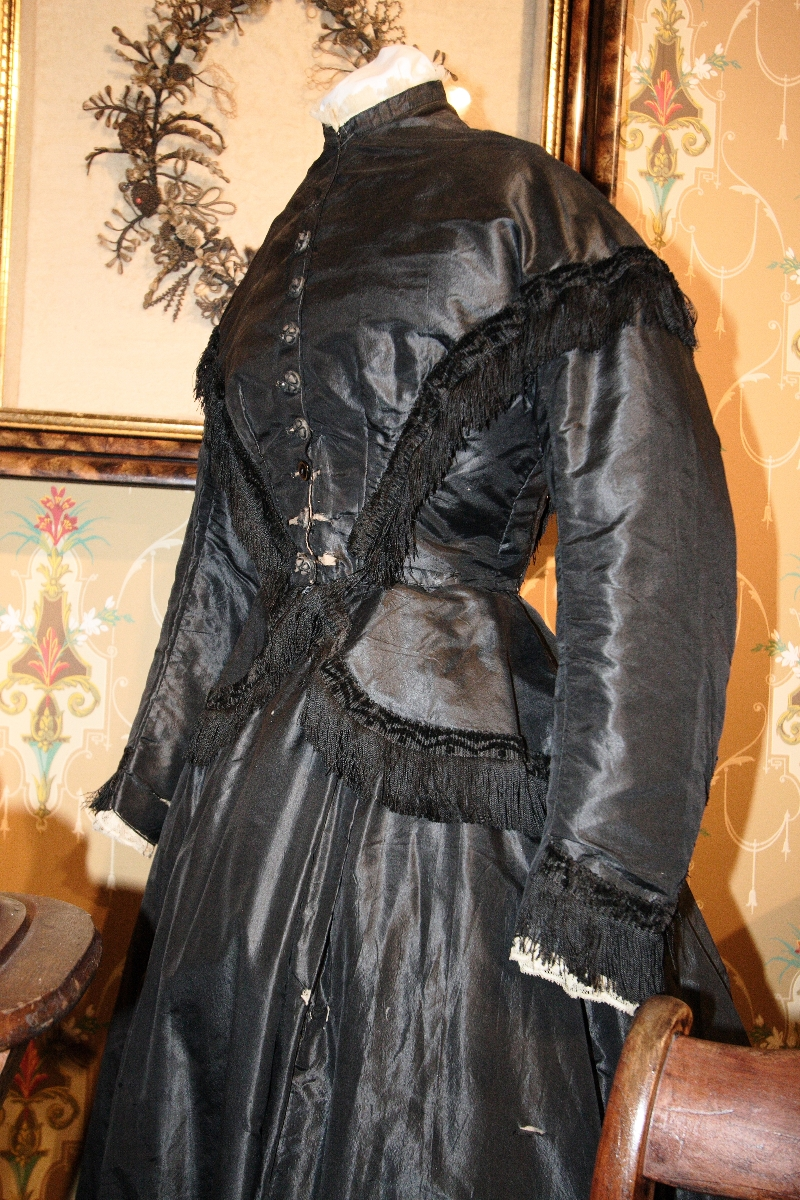
Vêtement de deuil XIXe siècle
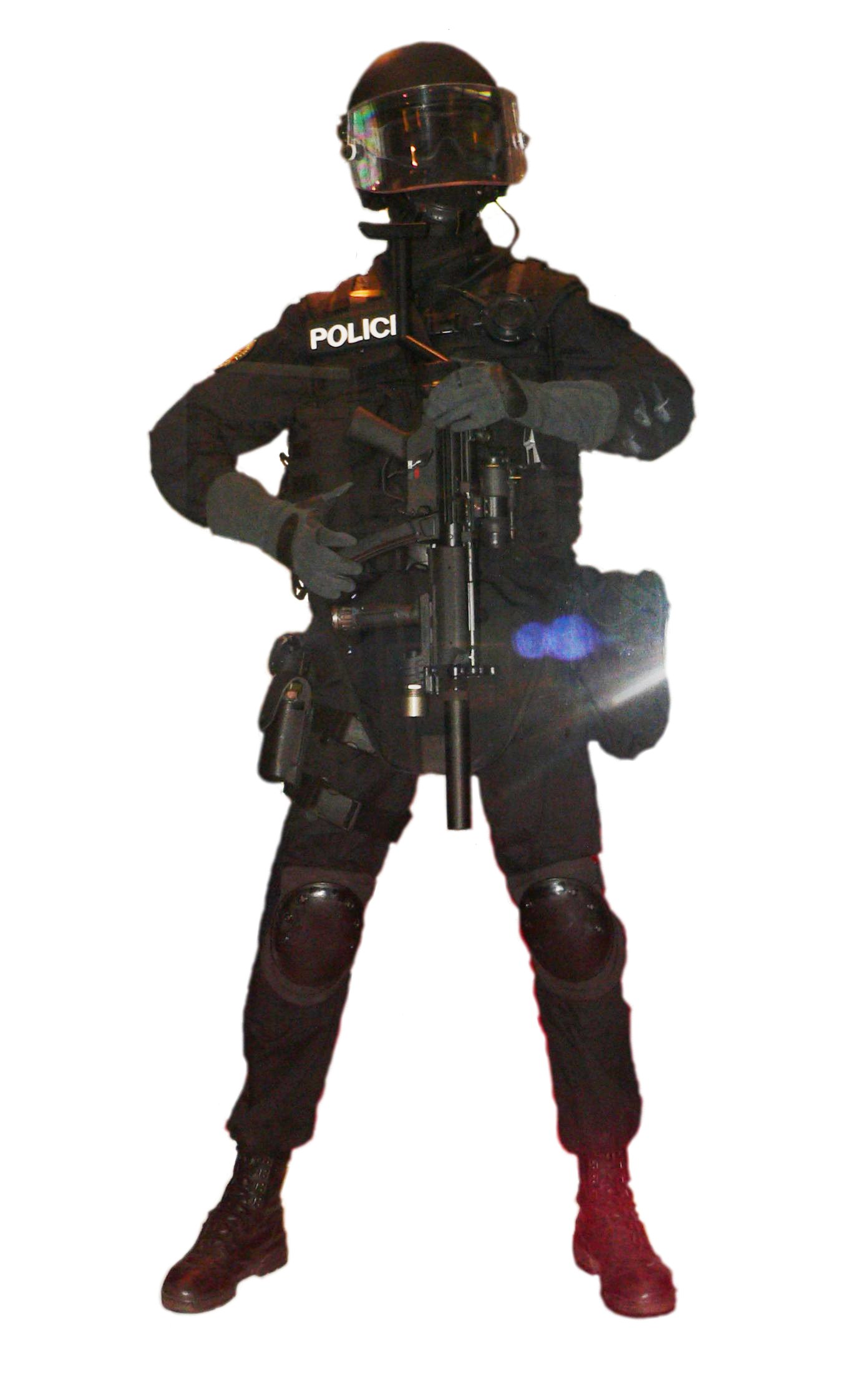
Tenue d'un membre du Détachement d'Action Rapide et de Dissuasion
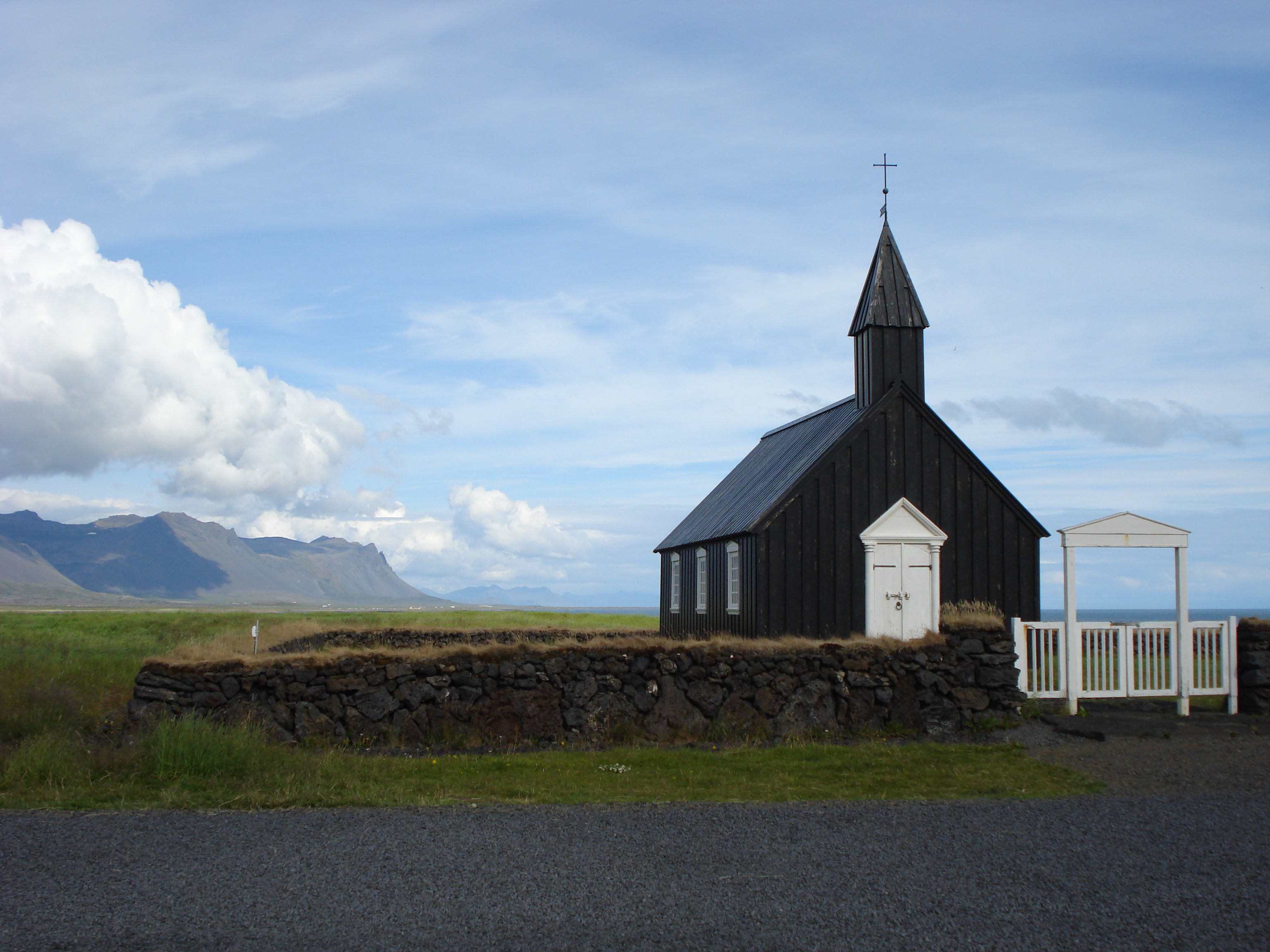
Chapelle noire en Islande
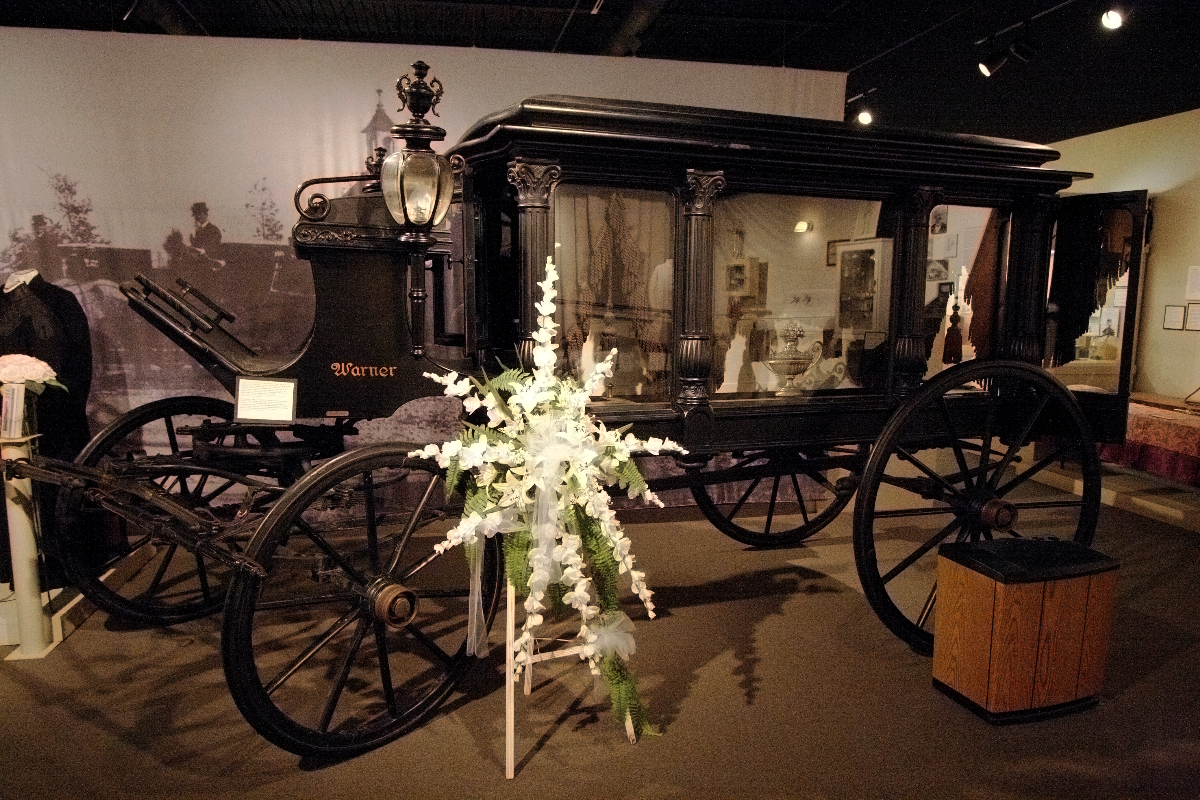
Corbillard d'autrefois
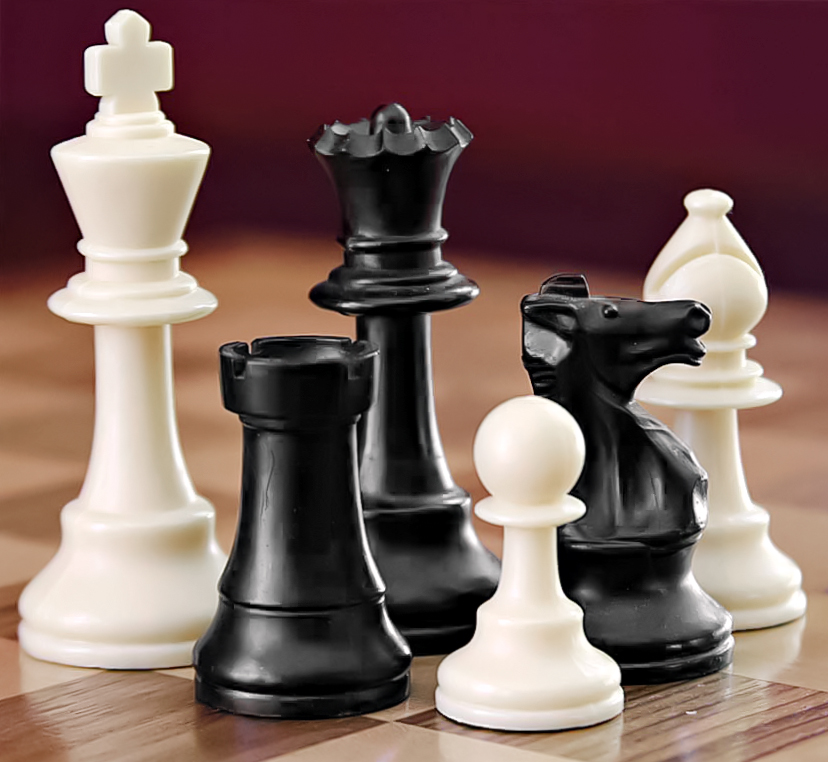
Les noirs et les blancs aux échecs
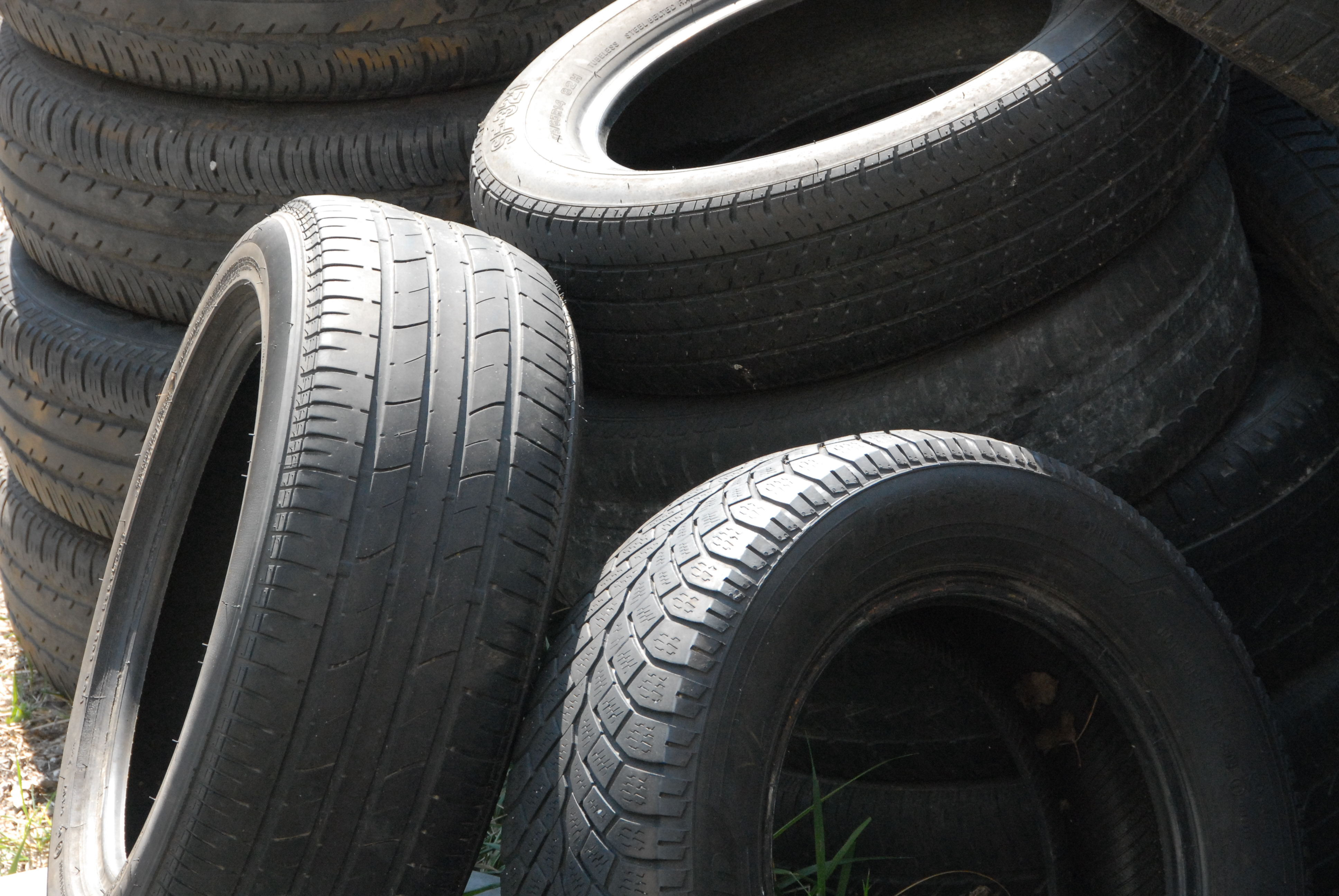
Tas de pneus
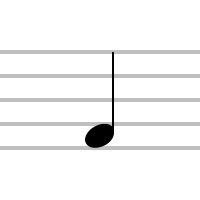
La noire (notation musicale)
As de pique
Le drapeau noir de l'anarchisme
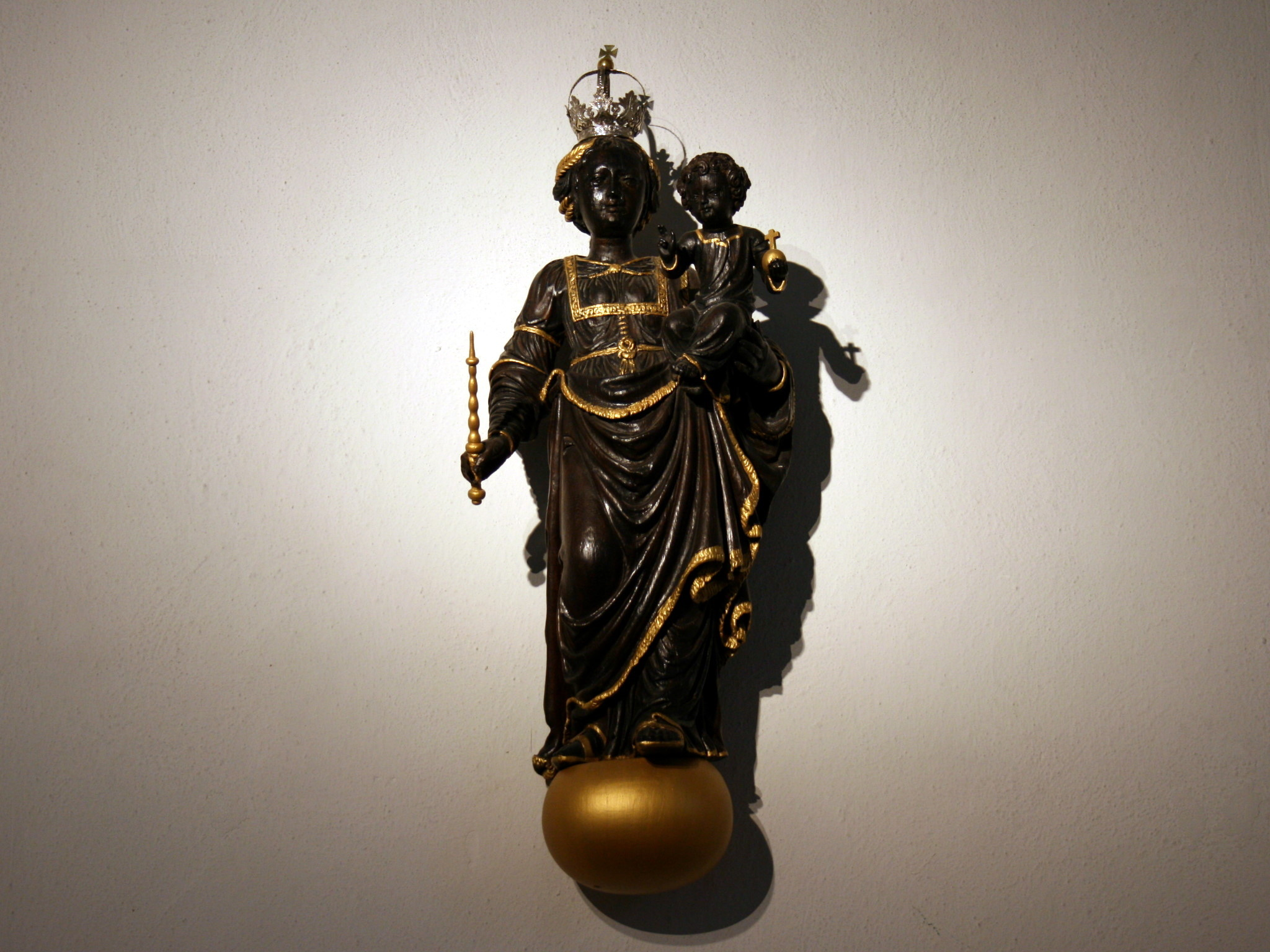
Vierge noire de Wipperfürth
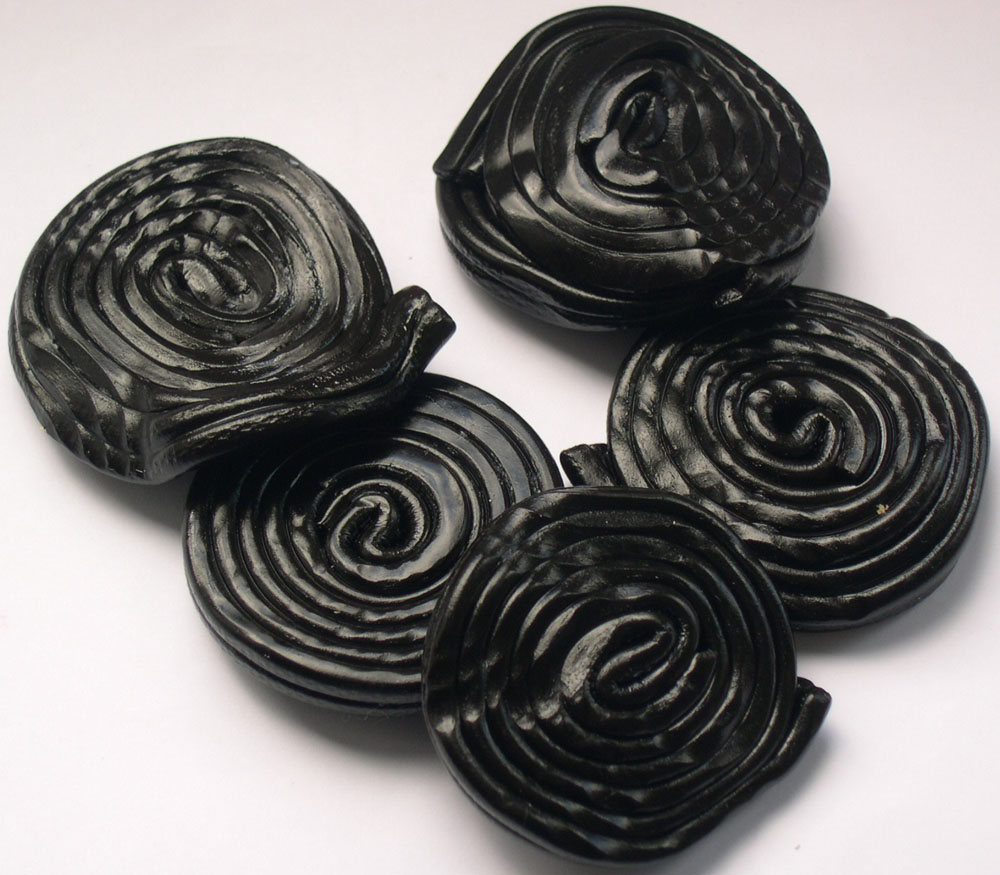
Rouleaux de réglisse
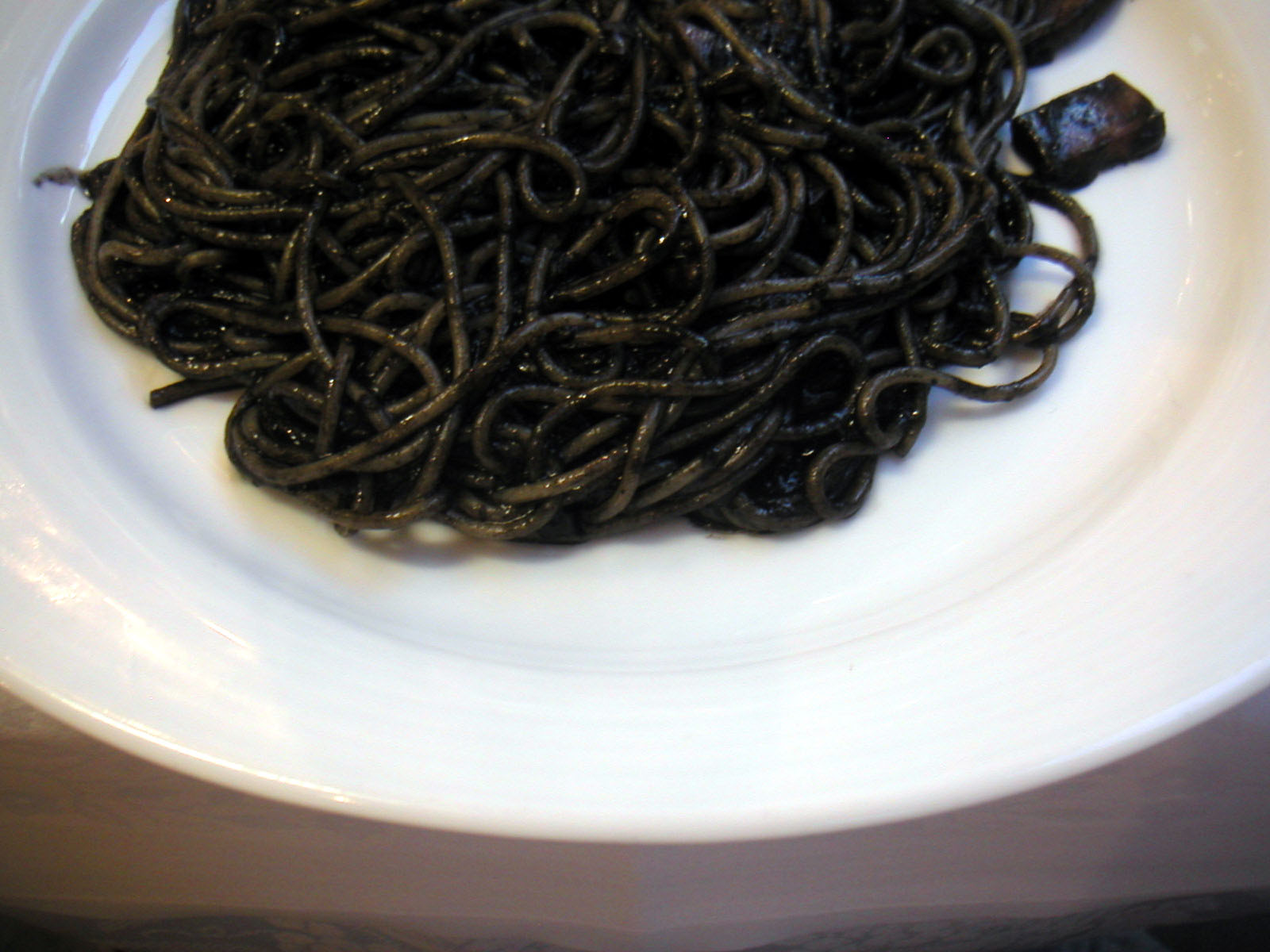
Pâtes noires teintées à l'encre de seiche
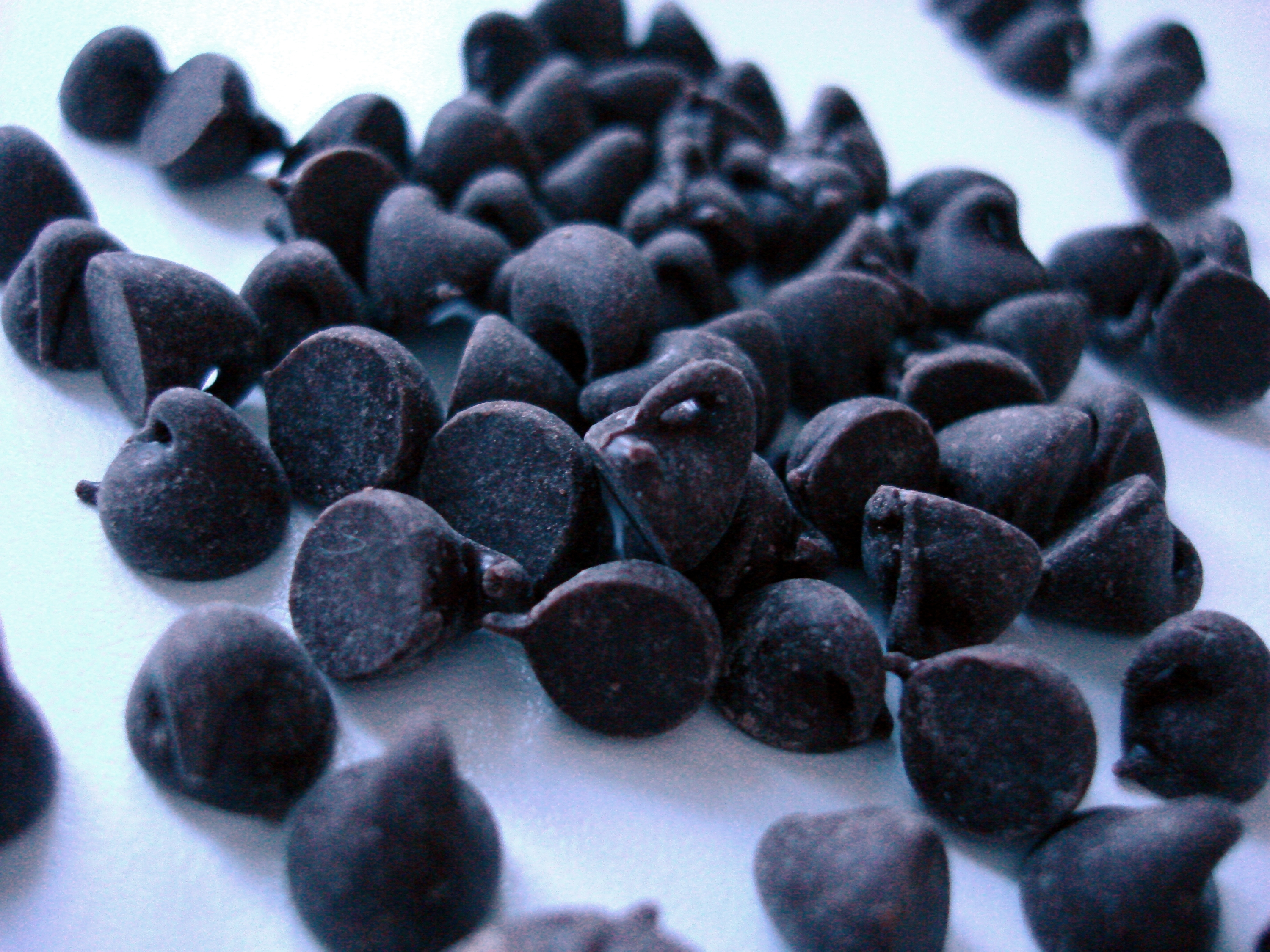
Pépites de chocolat noir
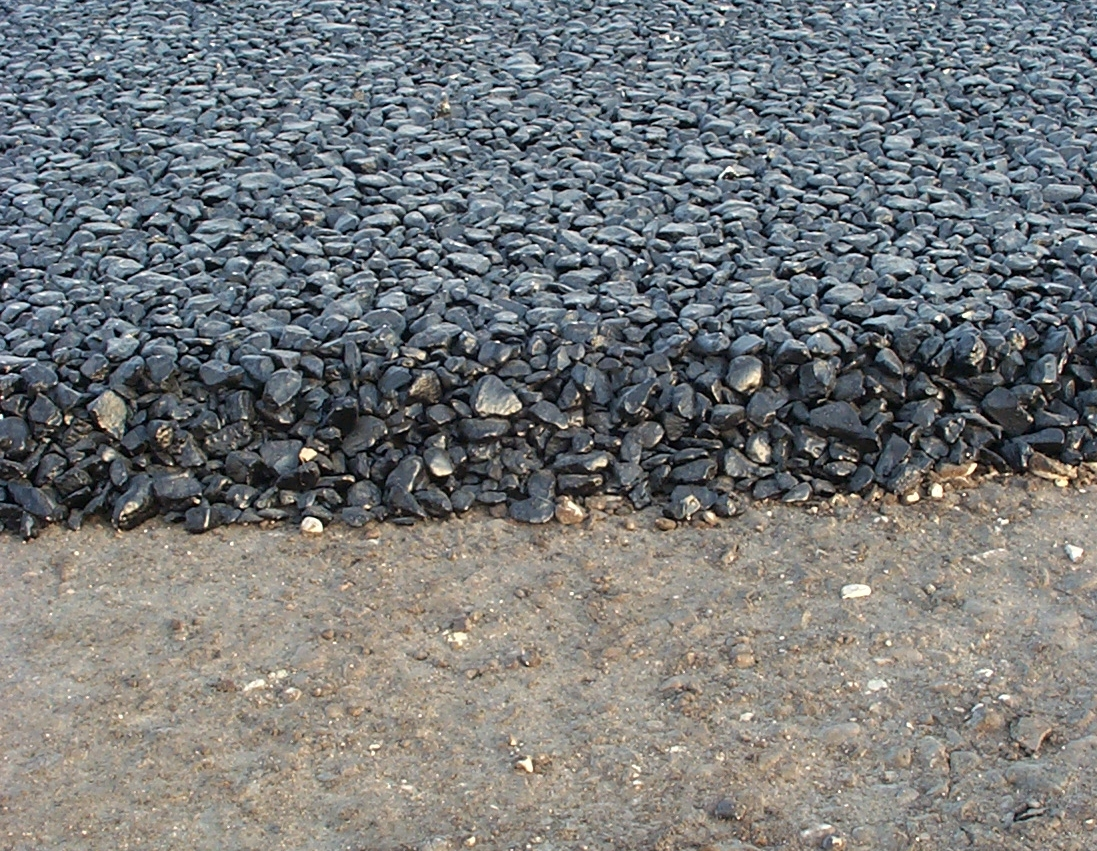
Couche d'asphalte

### Quelques drapeaux et pavillons
Peu d'institutions ont adopté un pavillon à dominante noire. Le drapeau noir uni est un emblème de révoltés, de pirates et d'anarchistes. Le noir peut servir dans un drapeau tricolore ; le noir mi-partie est rare.

Gwenn ha du, drapeau de Bretagne
Croix de saint Piran, drapeau de Cornouailles
Pahang, (Malaisie)
Terengganu, (Malaisie)